# История Александра Великого
«Исто́рия Алекса́ндра Вели́кого» (др.-греч. Άλεξάνδρου πράξεις; др.-греч. Βίος Ἀλεξάνδρου τοῦ Μακεδόνος; лат. Historia Alexandri Magni) — псевдоисторический греческий роман об Александре Македонском.

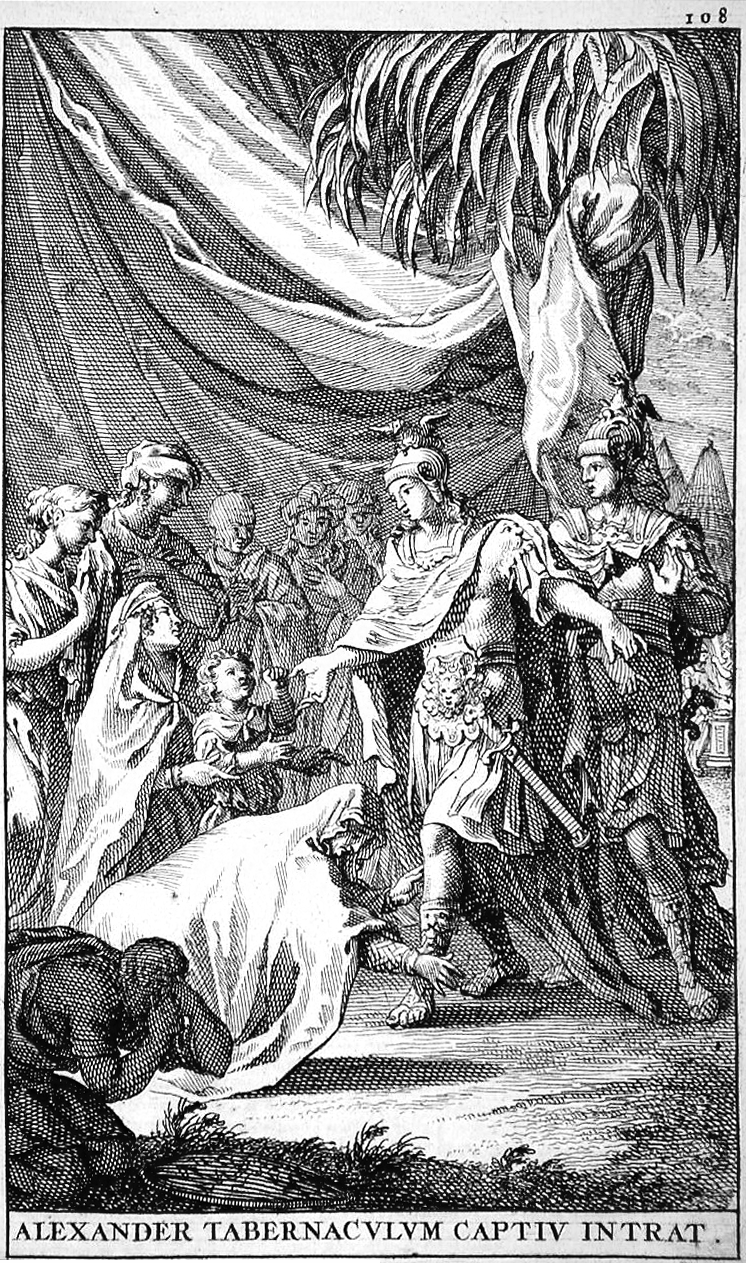
Александр и Гефестион входят в шатер Дария

## Текст
Первоначальный текст II—I веков до н. э. не сохранился. На протяжении нескольких веков он подвергался различным изменениям, сокращениям, дополнениям, или, как их обычно называют, редакциям, и лишь к III веку нашей эры принял свою более или менее законченную форму. Текстуальная греческая традиция романа составляет 3 главные группы, которые обычно обозначаются исследователями: А, В и С. Эти рукописи различных редакций сохранены в Национальной библиотеке Парижа. Полагают, что автором первоначальной записи, также как и окончательной редакции римского времени, был какой-то александриец, вышедший из народа.

### Редакции
Из них редакция А (Βίος Ἀλεξάνδρου τοῦ Μακεδόνος) восходит к самой древней версии романа. Латинская версия романа Юлия Валерия (начало IV века) представляет собой свободное, с некоторыми сокращениями, переложение греческого текста редакции А. Близок к редакции А, а также к переводу Юлия Валерия армянский перевод романа, относящийся к V веку, и сирийский перевод.
Версия В составлена не ранее IV в. н. э. В ней авторство приписывается Каллисфену (который действительно написал биографию Александра Македонского). Ряд добавлений отличает её от версии А: например, письмо к Олимпиаде и Аристотелю (II, 23—41), рассказ о лагере Пора и др. Александрийский колорит повествования, характерный для версии А, заметно затушеван в ней греческим.
Версия С представляет собой последующую, значительно расширенную обработку рукописи В: письмо к Олимпиаде превращено в ней в фантастический рассказ о чудесах Индии, добавлены легенды о воздушном полете Александра на крыльях птиц и его спуске в морскую глубь, посещение им Палестины и др.
В истории романа прослеживаются две основные линии: реальная биография и действия Александра Македонского и предания, не считавшиеся с историческими фактами и полные фантазии и чудес. Исторические свидетельства соединены в нём с преданиями фольклорного характера. По сути дела этот роман представляет собой фантастическое сплетение исторических сведений с полулегендарными отрывками и вымыслами составителя, роман, в котором соединялись многочисленные варианты легенд об Александре и литература в письмах, как подлинных, так и фиктивных. Эрвин Роде, рассматривая роман как народную книгу, признал основой его фиктивные письма Александра к Аристотелю и Олимпиаде о диковинных странах, фантастических встречах и невероятных приключениях.

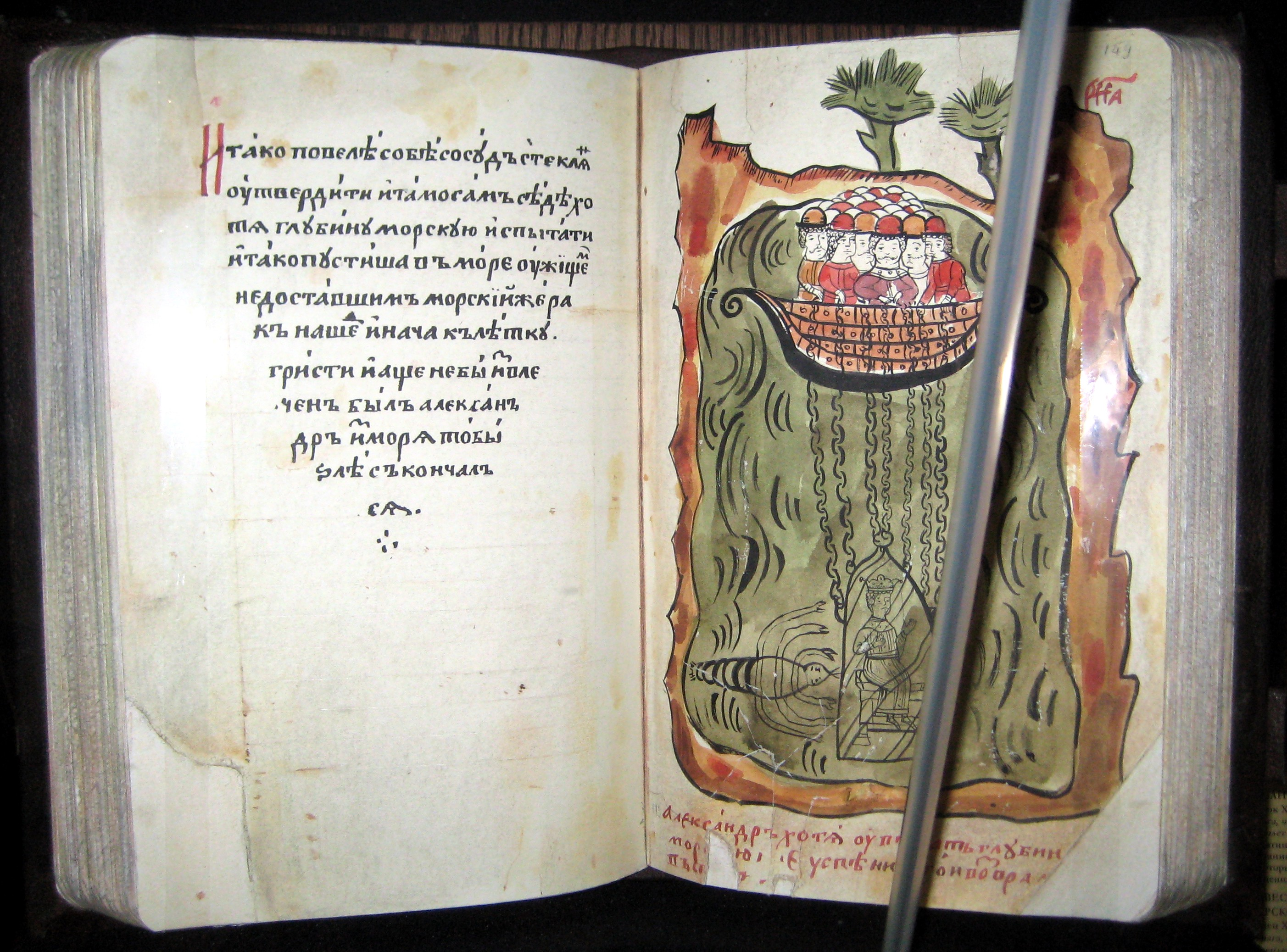
Александрия Сербская, экземпляр XVII века. На миниатюре Александр, спускающийся в морские глубины

## Сюжет
Первая книга: последний египетский царь Нектанеб II, с помощью магических средств узнавший однажды, что его страной овладеют персы, бежит из Египта, захватив золото и переменив платье, в Македонию. Здесь, в Пелле, он приобретает славу искусного мага, влюбляется в Олимпиаду, жену царя Филиппа, околдовывает её и добивается её взаимности. Олимпиада думает, что находится в связи с богом Амоном, образ которого принимал Нектанеб, являясь к ней на свидание. Филипп по возвращении узнает, что у Олимпиады родится сын и верит, благодаря чарам Нектанеба, что это сын бога. Александр ещё будучи отроком, проявляет много мужества и разума: укрощает коня-людоеда Буцефала, побеждает на олимпийских состязаниях в беге на колесницах, мудро отвечает послам Дария, требовавшим дань, мирит поссорившихся родителей и т. д. Вступив на престол после смерти Филиппа, Александр отправляется в освободительный поход против персов. Пройдя ряд стран, Сицилию и Италию, где он подчиняет римлян, он переправляется в Африку, побеждает карфагенян и заставляет их платить дань римлянам, затем с немногочисленными спутниками направляется в Ливию, посещает оракул Амона в Ливийской пустыне и, получив его предвещание, основывает город Александрию. После посещения Мемфиса, где египтяне признают его сыном своего царя Нектанеба, который должен был вернуться к ним по предсказанию оракула, Александр отправляется в Сирию и завоевывает город Тир, не пожелавший сдаться ему. В битве у реки Пинара, Александр, разбив персидские войска, обращает их предводителя, царя Дария, в бегство. Затем, неожиданно прервав войну, он отправляется в путешествие в Илион, где поклоняется героям Трои, затем в Грецию, разрушает Фивы, не внимая мольбам певца Исмения пощадить город, но позднее вновь отстраивает этот город.

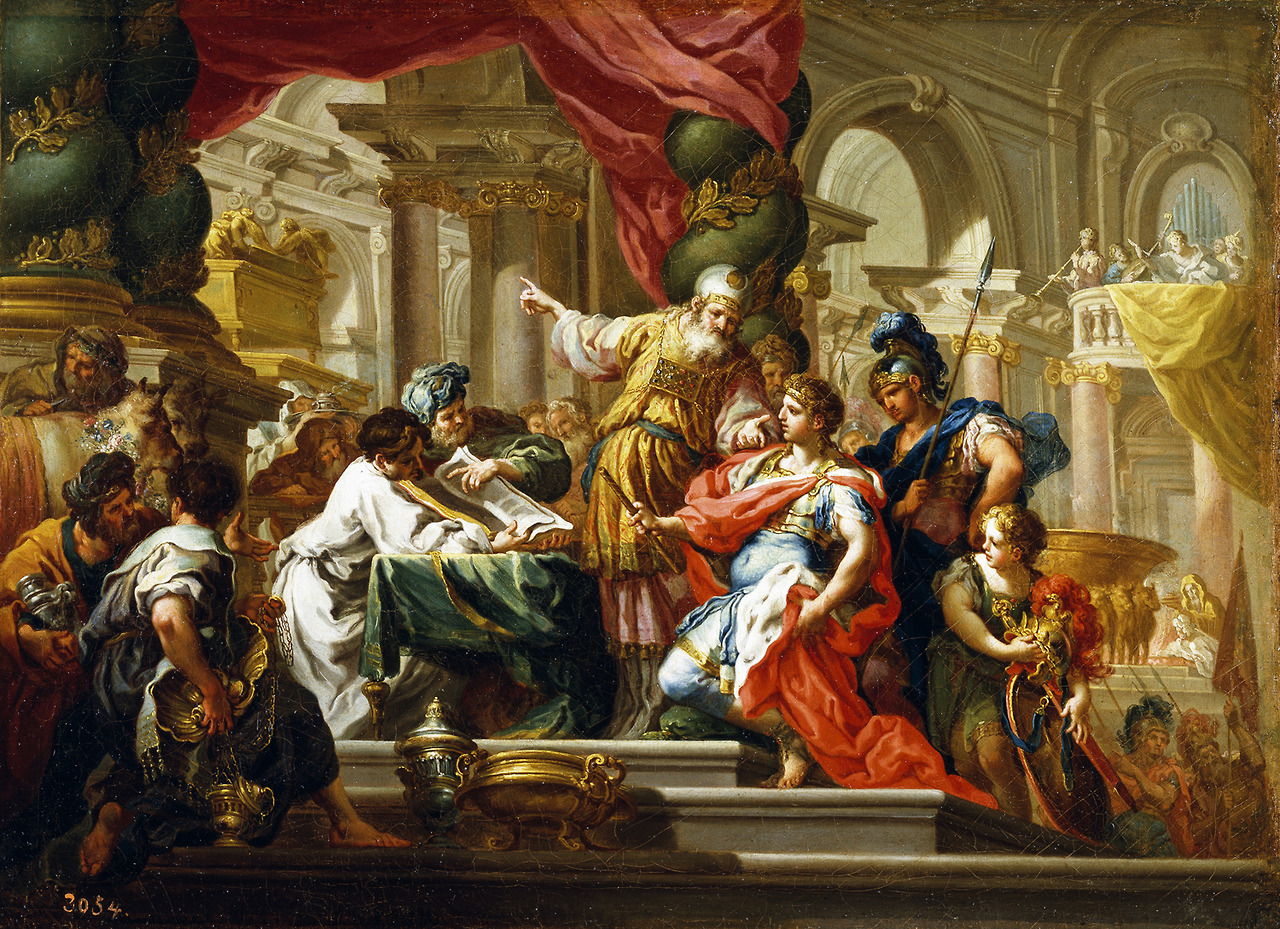
«Александр в Иерусалимском храме», картина Себастьяно Конки

Вторая книга начинается с рассказа о народном собрании афинян, на котором Демосфен выступил с предложением подчиниться Александру Македонскому. Победив спартанцев, Александр возвращается в Азию. Здесь он предпринимает военные действия против персов и переходит через Евфрат. Между Александром и Дарием идет постоянная переписка. По совету Амона, явившегося Александру во сне, Александр, переодевшись, отправляется в лагерь Дария, однако, будучи узнанным, бежит. После новой битвы с персами он берет в плен родственников Дария. Сам Дарий бежит, спасаясь от преследователей, и попадает в руки двух своих сатрапов, замысливших убить его. Александр находит смертельно раненого Дария, великодушно оказывает ему помощь и обещает жениться на его дочери Роксане. Убийц Дария он казнит. Написав о своих намерениях Олимпиаде и матери Дария, он женится на Роксане.
Последняя, третья, книга начинается с описания возмущения греческих войск, обращения к ним с увещательной речью Александра и примирения. Далее рассказывается о походе против индийского царя Пора и победе над ним. После посещения брахманов и беседы с ними на философские темы Александр пишет Аристотелю о чудесах Индии и фантастических приключениях своего войска. На пути странствования Александру встречаются удивительные люди-полузвери (шестирукие, безголовые, с глазами на груди, трехглазые, с собачьими головами, с птичьими туловищами и т. п. странные существа и чудовища), диковинные земли, где царит или палящий зной, или сплошной мрак, а земля, по которой идет войско, покрыта драгоценностями. Сам Александр отваживается подняться в воздух на крыльях огромных птиц и опуститься на дно морское в стеклянной камере. Возвращаясь из Индии, он под именем Антигона попадает во дворец эфиопской царицы Кандаки. Но царица узнает его по имеющемуся у неё портрету. Александр вновь в опасности: младший сын Кандаки, женатый на дочери Пора, намерен отомстить ему за смерть Пора. Кандака и её старший сын Кандавл, жену которого Александр освободил из плена, спасают Александра, и он с дарами возвращается. После переписки с фантастическими амазонками, заключив с ними договор, Александр возвращается в Вавилон. Оттуда он пишет обо всем Олимпиаде и Аристотелю. Различные знамения предвещают близкую смерть Александра. Умирая, он оставляет завещание. Тело его доставляется в Мемфис, а затем в Александрию. Роман заканчивается перечислением основанных Александром городов.

## Переводы

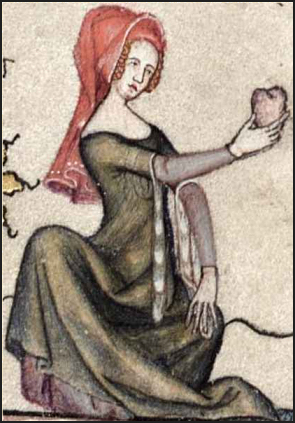
Иллюстрация к французскому «Роману об Александре» (XIV в.)

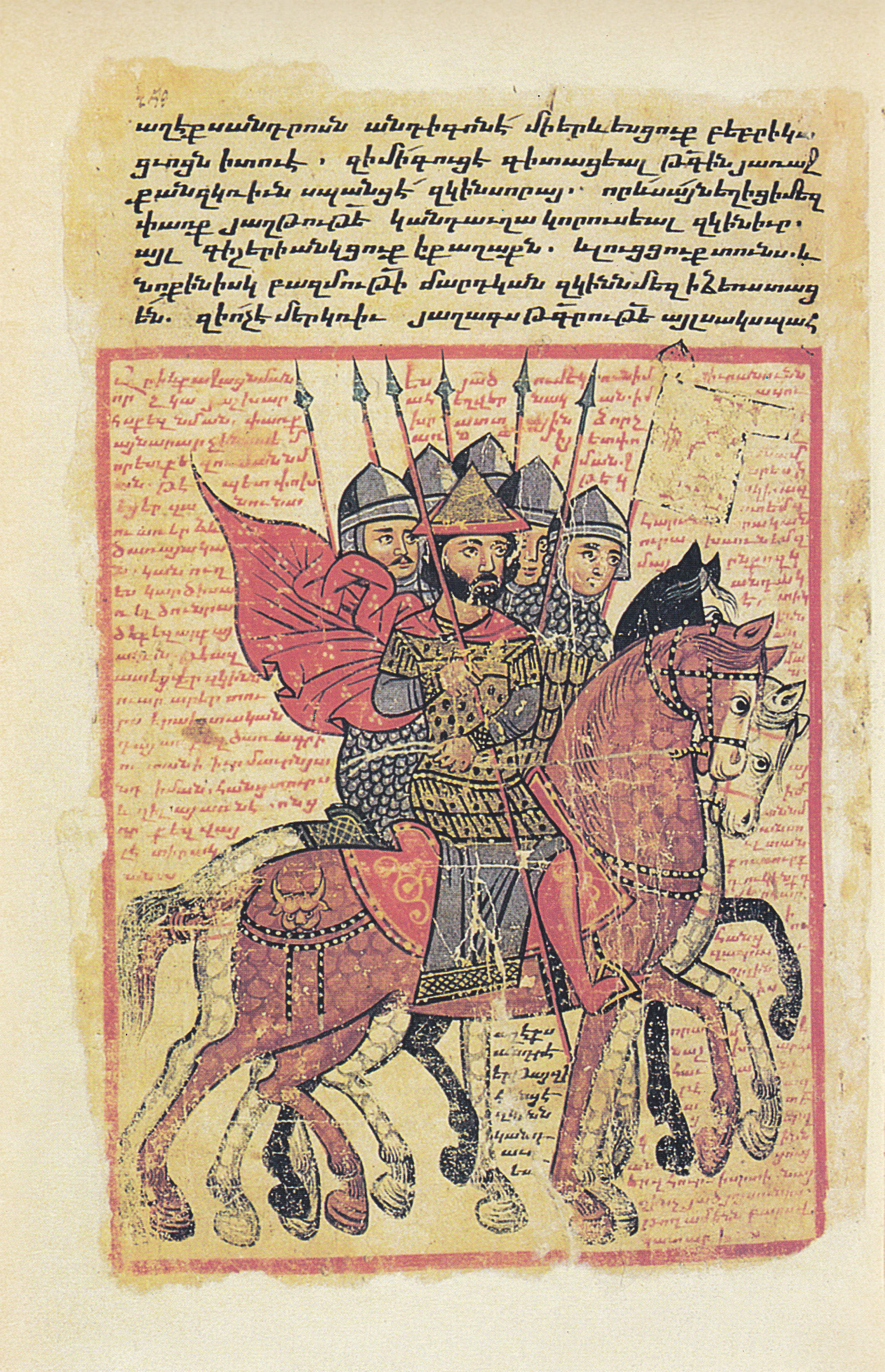
Страница армянского перевода V века «Истории Александра Великого». Рукопись XIV века

Интерес к жизни Александра Македонского, возникший в Александрии после его смерти и достигший кульминационного пункта в III в. н. э. при Александре Севере, дал новый толчок дальнейшим расширениям, обработкам и переделкам старого позднеэллинского романа Псевдо-Каллисфена. Кроме перевода Юлия Валерия (IV в. н. э.), известна ещё латинская обработка романа архиепископа Леона Неаполитанского (X в. н. э.) — так называемая «История о битвах Александра Македонского» и «Александреида» Вальтера Шатильонского (XII в. н. э.). Сказочная история об Александре на протяжении веков пользовалась большой известностью и успехом, получив широкое распространение во множестве литературных вариаций. Произведения о прославленном полководце слагались и на Востоке, и на Западе в серию романов — «александрий» и пользовались популярностью вплоть до XVIII в. Все последующие версии основаны, главным образом, на греческой версии Псевдо-Каллисфена.
Роман распространился в персидской, арабской, сирийской, армянской, эфиопской, коптской, малайской и других версиях. На армянский язык был переведен уже в конце V века. Об Александре писали такие крупные поэты средневекового Востока, как Фирдоуси («Шахнаме»), Низами («Искандер-наме»), Алишер Навои («Вал Искандера») и др.
В XII в. возникли две французские метрические версии Ламбера Турского и Александра Берне.
Французские версии легли в основу английских переработок (King Alisander, XIV в. и «Роман об Александре» — переведен в Шотландии в 1438 г.). Немецкими стихами изложили роман Л. Лампрехт (около 1130 г.), Ульрих фон Эшенбах и Рудольф Эмсский (XIII в.). В XVI в. было известно 90 обработок «Романа об Александре» на 24-х языках.
В древней Руси с XIII в. также были хорошо известны сказания об Александре, называвшиеся «Александриями». В 1861 г. Общество любителей древней письменности издало факсимиле древней рукописи «Александрии» из библиотеки И. И. Вяземского. Известны пять редакций русских «Александрий», относящихся к XII—XIII вв. и русская редакция сербской Александрии XV в. См. Александрия (древнерусский роман).

## Книги
- Морис Дрюон. «Александр Великий, или книга о Боге», 1958